# Переворськ (станція)
Переворськ (пол. Przeworsk) — вузлова залізнична станція на магістральній електрифікованій лінії 91 Краків — Медика. Розташована у однойменному місті Переворського повіту Підкарпатського воєводства Польщі. Відповідно до категорії залізничних вокзалів Польщі належить до місцевого вокзалу. 

## Історія
Станція Переворськ відкрита у 1859 році під час будівництва Галицької залізниці імені Карла Людвига, яка перебувала у складі  Королівства Галичини та Володимирії. Тоді ж зведено будівлю вокзалу, що існує і понині. 1900 року збудовано залізницю Переворськ — Розвадів, відтак станція стає вузловою. 
Вокзал станції Переворськ капітально відремонтований впродовж 2010—2012 років. 
На станції є локомотивне депо.

## Пасажирське сполучення
На станції Переворськ зупиняються всі пасажирські поїзди далекого, приміського та міжнародного сполучення.
Приміське:
- Ряшів — Перемишль (8 пар);
- Ряшів — Перемишль-Головний — Медика (3 пари);
- Тарнів — Ряшів — Перемишль (1 пара);
- Переворськ — Перемишль-Головний (1 пара);
- Переворськ - Стальова Воля.

Далеке: від станції Переворськ без пересадок є можливість дістатися до Вроцлава, Варшави, Познані, Щецина, Гданська, Кракова, Зеленої Гури, Свіноуйсця.
Міжнародне:
- Інтерсіті «PORTA MORAVICA» сполученням Грац — Перемишль.
- Інтерсіті WAWEL сполученням Берлін — Перемишль.
- Інтерсіті «Cracovia» сполученням Прага — Перемишль.

## Галерея

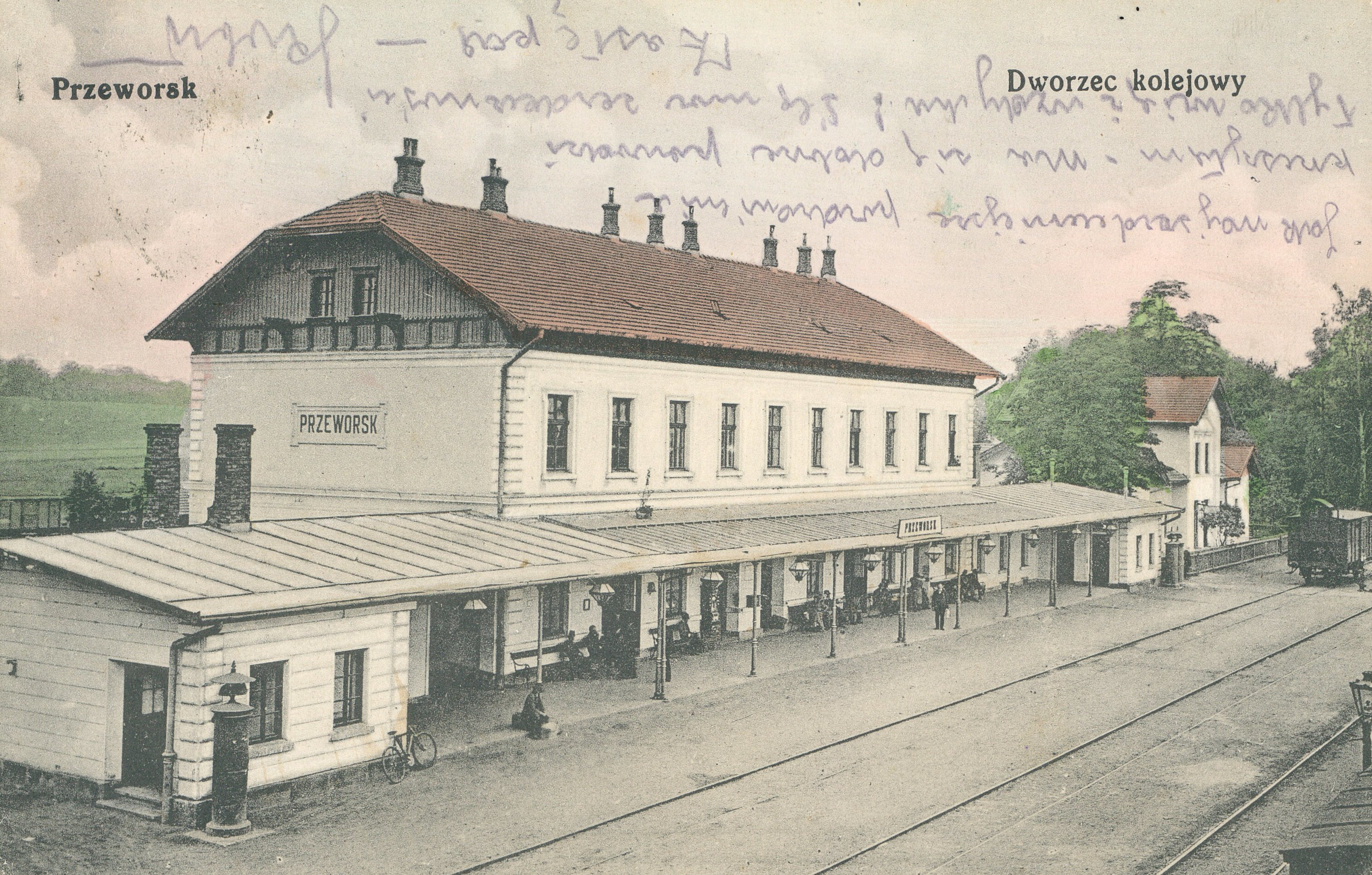
Вокзал станції Переворськ у 1914 році
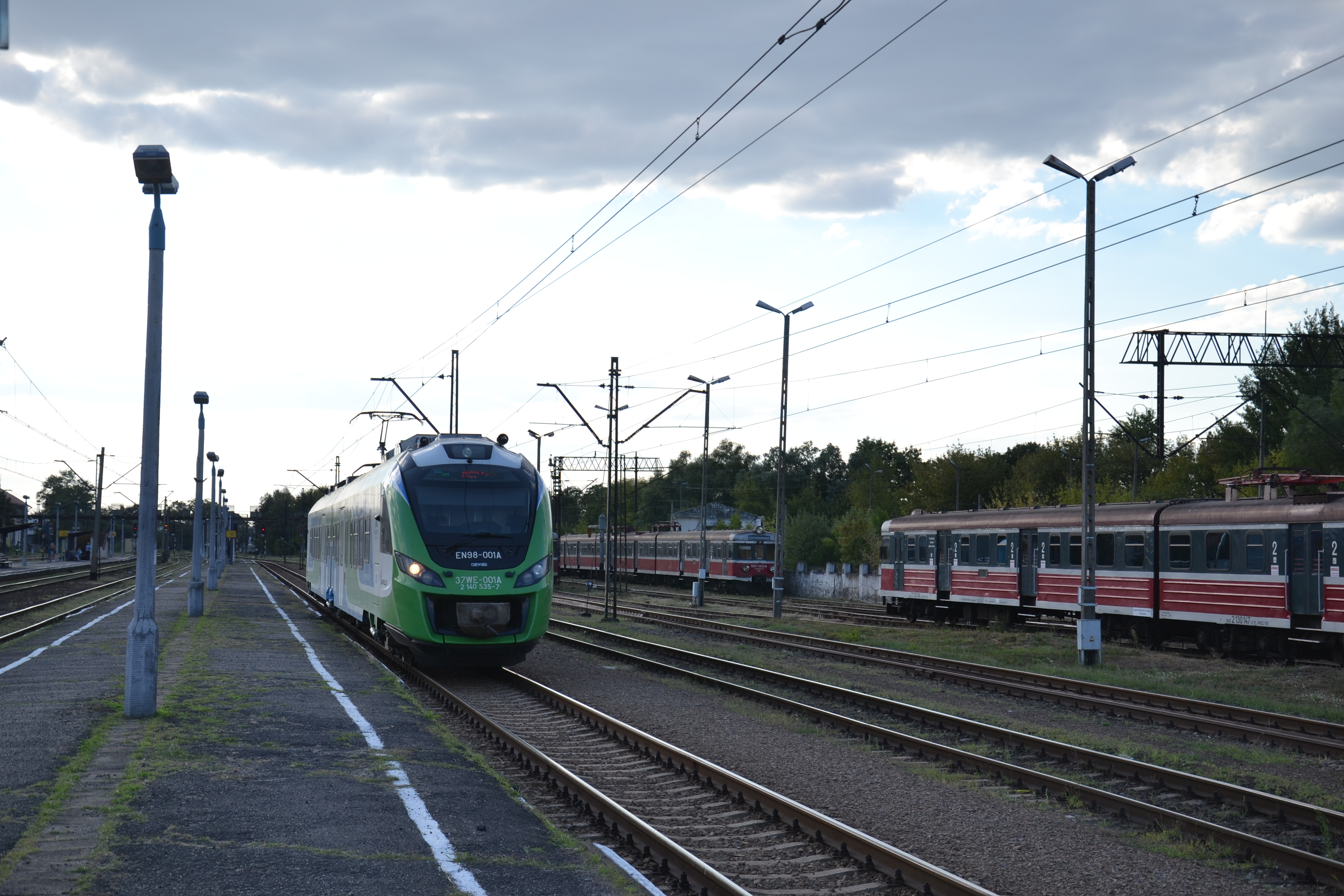
EN98-001 на станції Переворськ
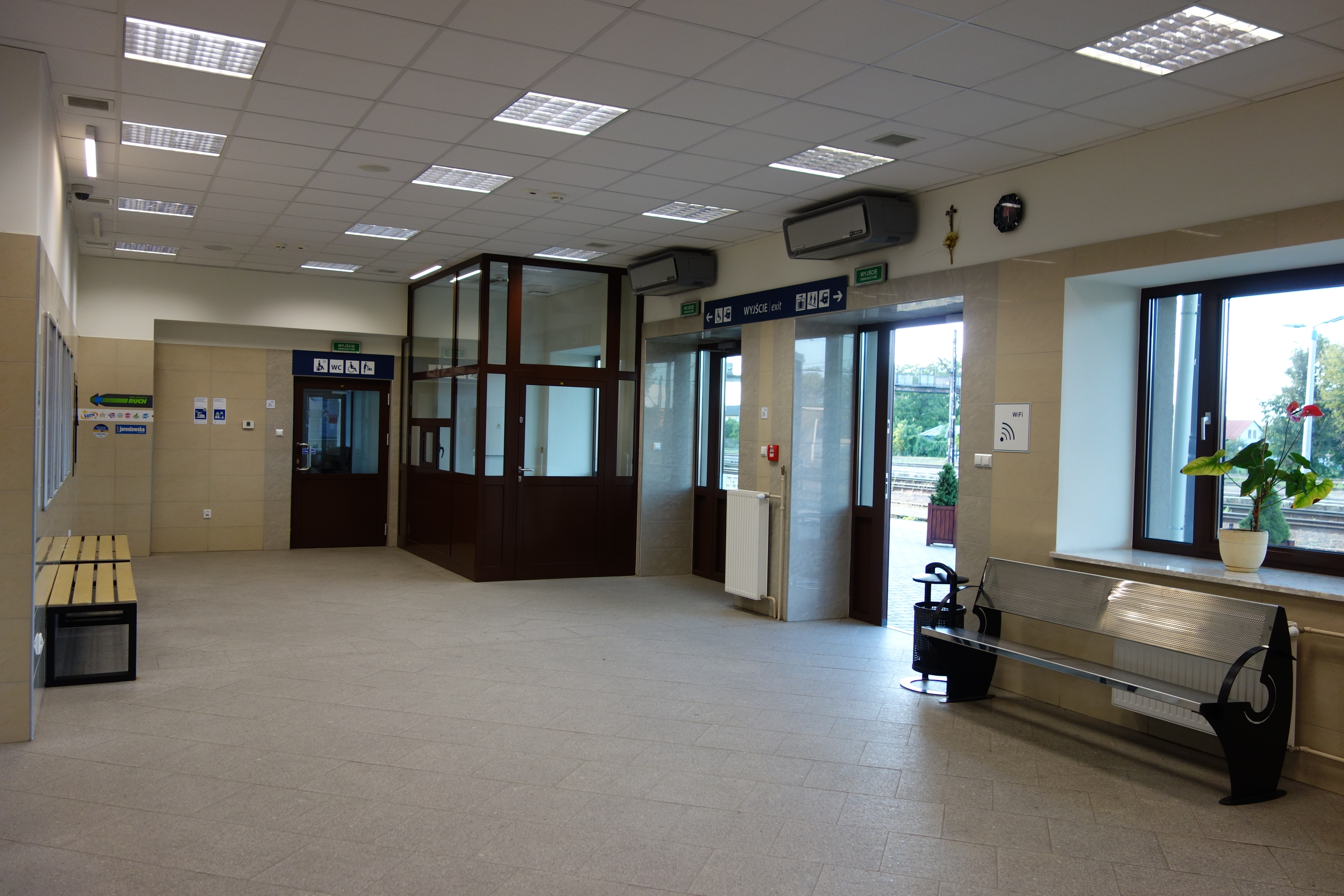
Вихід на перони